# Camille (1921)
Camille é um filme mudo de 1921 estrelado por Rudolph Valentino e Alla Nazimova. É uma das inúmeras adaptações baseado no romance La dame aux camélias de Alexandre Dumas, filho, que foi publicada pela primeira vez em francês como novela em 1848 e como peça de teatro em 1852. O filme foi ambientado na Paris de 1920, enquanto a versão original ocorreu em Paris da década de 1840. O filme possui fantásticos sets em Art Deco e Rudolph Valentino mais tarde se casou com a diretora de arte do filme, Natacha Rambova.[carece de fontes?]

## Enredo
Um jovem estudante de direito, Armand (Rudolph Valentino) fica fascinado por uma cortesã, Marguerite (Alla Nazimova). Marguerite está constantemente cercada por pretendentes, que ela entretém em seu apartamento pródigo. Ela também tem tuberculose e frequentemente é atacada por surtos de doenças.
Armand vê Marguerite na ópera e, mais tarde, a persegue quando ela atende uma de suas festas privadas. Ela rejeita seus galanteios no início, mas finalmente retorna seu carinho.
Os dois vivem felizes juntos até o pai de Armand, procurando proteger a reputação de sua família, convence Marguerite para acabar com o relacionamento. Ela finalmente aceita e foge com um rico cliente, deixando uma bilhete para Armand.
Quando Armand encontra o bilhete, ele fica devastado. A tristeza eventualmente se transforma em raiva, e ele decide mergulhar na vida noturna parisiense, associando-se a Olympe, outra cortesã. Quando ele vê Marguerite em um cassino, ele a denuncia publicamente.
Marguerite abandona sua vida como cortesã e rapidamente encontra-se endividada. Sua doença também a torna debilitada. Enquanto ela deita adoecida em sua cama, seus móveis e pertences são confiscados. Ela persuade os homens a tirar seus pertences e permitir que ela mantenha sua possessão mais preciosa: um livro - Manon Lescaut - que Armand deu a ela.
Marguerite morre deitada na cama em seu apartamento segurando o livro que Armand lhe deu, desejando dormir onde ela está, feliz sonhando com Armand. A criada de Marguerite, Nanine, e os amigos recém-casados Gaston e Nichette estão à beira da cama enquanto morre. Ao contrário da novela original, o filme não mostra que Armand e Marguerite se viram novamente depois da cena do cassino e não oferecem nenhuma sugestão de que Armand tenha descobrido o sacrifício de Marguerite e os verdadeiros sentimentos por ele.[carece de fontes?]

## Recepção
Picture-Play Magazine escreveu sobre o filme em sua edição de agosto de 1921: "A Camille e o Armand tradicionais são esquecidos na fascinante e  poderosa caracterização moderna de Nazimova e Rudolph Valentino. Bizarro e efêmero por vezes e em outros, frenético, essa versão promete uma sucessão assombrosa de imagens hipnotizantes. Não pretende apresentar a Camille que as sucessivas gerações têm aplaudido e sentido. Por ser uma apresentação de Nazimova de uma história que sobreviveu mesmo as intermináveis e inúmeras produções - boas, ruins e indiferente - promete ser interessante ".

## Preservação
O filme sobreviveu e foi disponibilizado ao público em DVD e VHS por vários distribuidores de filmes e revendedores independentes. É apresentado como um bônus na cópia de DVD da versão 1936 com Greta Garbo.[carece de fontes?]

## Elenco
- Rudolph Valentino como Armand Duval
- Alla Nazimova como Marguerite Gautier
- Rex Cherryman como Gaston Rieux
- Arthur Hoyt como Conde de Varville
- Zeffie Tilbury como Prudência
- Patsy Ruth Miller como Nichette
- Elinor Oliver como Nanine, empregada de Marguerite
- William Orlamond como Monsieur Duval, pai de Armand
- Consuelo Flowerton como Olympe